# Ctenuchidia agrius
Ctenuchidia agrius là một loài bướm đêm thuộc phân họ Arctiinae, họ Erebidae.